# Evripidis Stylianidis

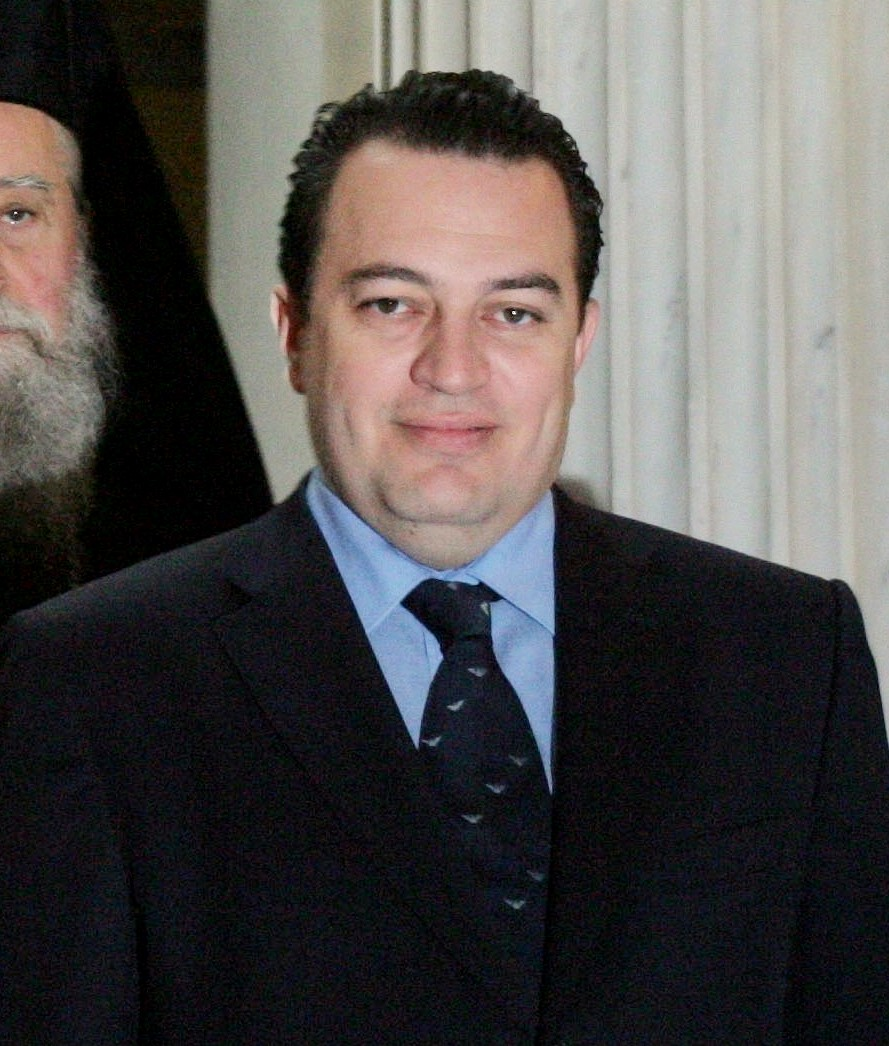
Evripidis Stylianidis

Evripidis Stylianidis (griego: Ευριπίδης Στυλιανίδης, también Evripidis Stilianides) (Maroneia, 1966 - ) es un político griego del Partido Nueva Democracia. Fue Ministro de Educación y Ministro de Transportes y Comunicaciones en el gabinete de Kostas Karamanlis. Actualmente es miembro del Parlamento griego.

## Biografía
Evripidis Stylianidis nació el 8 de abril de 1966 en Maroneia, cerca de Komotini en la Prefectura de Ródope de Tracia. 
Entre 1984 y 1989 estudió en la Escuela de Leyes de la Universidad Nacional y Kapodistríaca de Atenas en Komotini, graduándose con el grado de Bachiller. Entre 1991 y 1994 estudió en la Escuela de Leyes de la Universidad de Hamburgo, graduándose con PhD en Derecho constitucional, sirviendo antes en el Cuerpo de Artillería del Ejército Griego entre 1994 y 1995.
Está casado con Stergioula Papachristou y habla griego y alemán.
Entre 1991 y 1994, Stylianidis trabajó en el Consulado General griego en Hamburgo, cooperando con el Ministerio de Relaciones Exteriores de Grecia. Entre 1995 y 1996 fue asesor del presidente del Partido Nueva Democracia en Grecia en temas referido a asuntos juveniles y diplomacia cultural. Entre 1997 y 1998, como becado del Centro Europeo de Derecho Público (EPLC), enseñó en el Programa de Maestría en Derecho público en la Escuela de Leyes de la Universidad Nacional y Kapodistríaca de Atenas. Desde 1997 hasta el 2000, Stylianidis fue investigador del Centro Europeo de Derecho Público (EPLC).
Evripidis Stylianidis ingresó a la política en 1994 con Nueva Democracia en la lista del Parlamento Europeo.
En 1996 postuló al parlamento, pero la ley electoral de entonces no permitió a su partido elegir un miembro en la circunscripción de Rhodope, a pesar de su reclamo al haber recibido la mayoría de votos. En el 2000 he elegido miembro del Parlamento griego por Prefectura de Ródope, y reelegido en 2004. En el 2001, fue nombrado coordinador alterno de Nueva Democracia para asuntos internacionales, cargo que ejerció hasta el 2004.
Fue también miembro de la Asamblea Parlamentaria de la OTAN y vicepresidente de los Comités Parlamentarios de Amistad Grecia–Brasil y Grecia–Alemania y miembro del Comité Grecia–Rusia.
El 19 de septiembre de 2007, Evripidis Stylianidis es nombrado Ministro de Educación Nacional y Asuntos Religiosos.
Luego fue nombrado Ministro de Transporte y Comunicaciones el 8 de enero de 2009. En las elecciones del 7 de octubre de 2009, fue elegido miembro del parlamento en el principal partido de oposición Nueva Democracia.